# Rieter

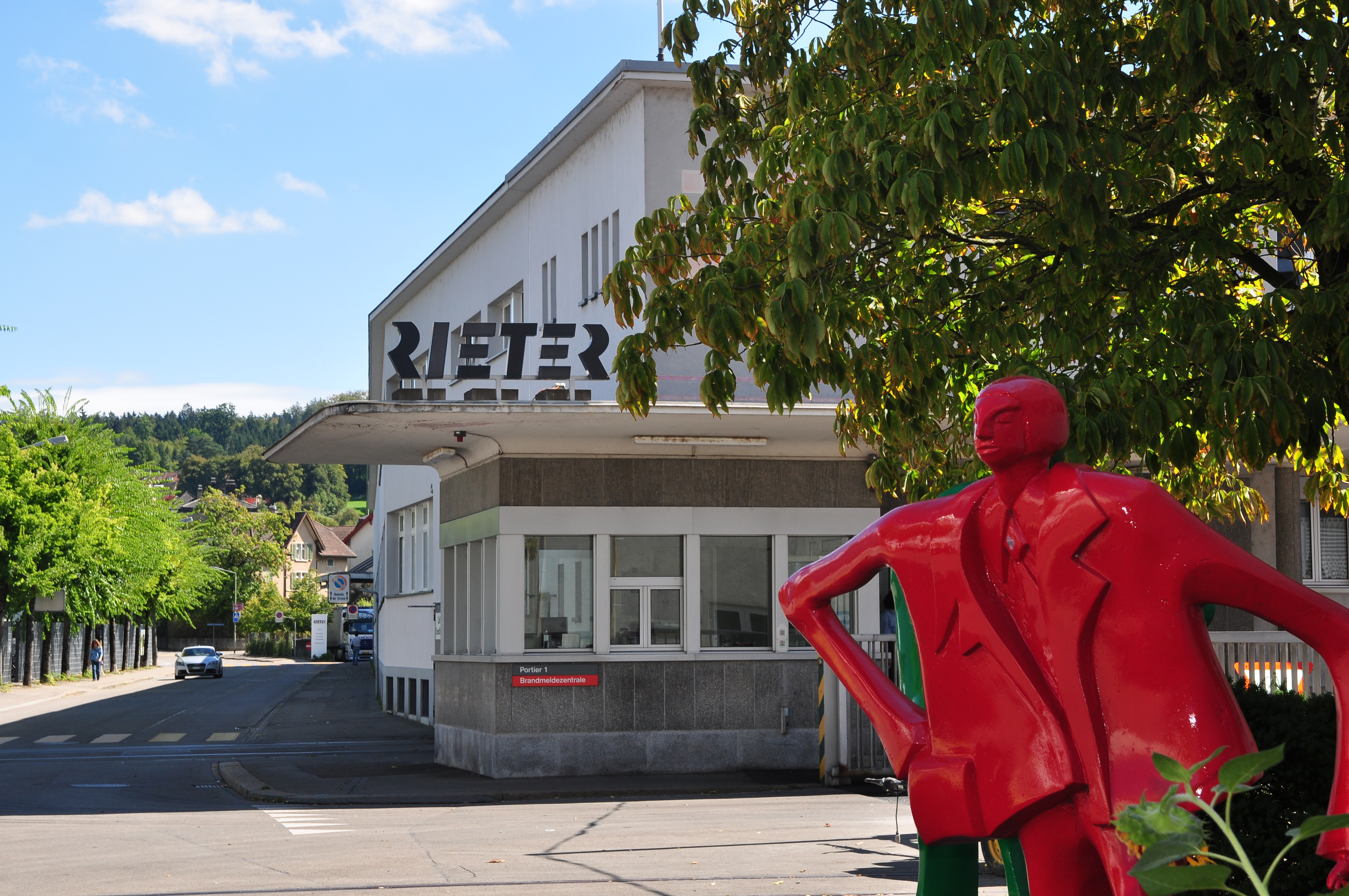
Sídlo firmy Rieter ve Winterthuru

Rieter Holding AG je významný výrobce textilních strojů specializovaný na zařízení pro výrobu příze.
Firma byla založena v roce 1795 ve švýcarském Winterthuru, kde sídlí doposud.
V roce 2013 zaměstnávala 4800 pracovníků v 10 státech, včetně České republiky (Ústí nad Orlicí). 
Obchodní obrat firmy dosáhl v tomto roce cca 850 milionů €. 
V roce 2017 se firma Rieter podílela 30 % na celosvětových dodávkách strojů k výrobě staplových přízí.